# Каверзина, Устинья Леонтьевна
Устинья Леонтьевна Каверзина (16 сентября 1919 — 28 марта 1988) — передовик советского сельского хозяйства, звеньевая Змеиногорского свеклосовхоза Министерства пищевой промышленности СССР, Змеиногорский район Алтайского края, Герой Социалистического Труда (1948).

## Биография
Родилась 16 сентября 1919 года в селе Староалейское, ныне Третьяковского района Алтайского края в русской крестьянской семье. С раннего детства, завершив обучение в школе, стала трудиться в сельском хозяйстве. В 1938 году стала работать в Змеиногорском свеклосовхозе, а в 1940 году возглавила полеводческое звено. В годы Великой Отечественной войны её звено добивалась высоких производственных результатов. Семена выращенные в коллективе Каверзиной ценились во всём Змеиногорском районе.
В первый послевоенный год Каверзиной было доверено возглавить звено полеводов по выращиванию зерновых. В 1947 году её звено сумело получить высокий урожай ржи. Было собрано 40,3 центнера ржи с каждого из 14 гектаров закреплённой площади. 
За получение высоких урожаев пшеницы, ржи и сахарной свёклы при выполнении совхозом плана сдачи государству сельскохозяйственных продуктов в 1947 году и обеспеченности семенами зерновых культур для весеннего сева 1948 года, Указом Президиума Верховного Совета СССР от 14 мая 1948 года Устинье Леонтьевне Каверзиной было присвоено звание Героя Социалистического Труда с вручением ордена Ленина и золотой медали «Серп и Молот».
В дальнейшем продолжала трудовую деятельность. Перешла работать в районную санитарно-эпидемиологическую станцию.
Проживала в родном селе Староалейское. Умерла 28 марта 1988 года.

## Награды
За трудовые успехи удостоена:
- золотая звезда «Серп и Молот» (14.05.1948),
- орден Ленина (14.05.1948),
- Орден Трудового Красного Знамени (20.12.1950),
- другие медали.